# Трасса Е-95
«Трасса Е-95» — песня российской рок-группы «Алиса» из альбома «Дурень», вышедшего в 1997 году. Концертные исполнения песни можно услышать на альбомах «Пляс Сибири на берегах Невы» и «Мы вместе XX лет». Является одной из самых популярных песен группы.

## История
Написана Константином Кинчевым 5 октября 1996 года в Рязани в автобусе, во время гастрольного тура. Первое исполнение песни произошло в Твери спустя три дня. У Петра Самойлова лопнула одна из струн на басу, и, пока он бегал за кулисы ставить новую, Константин Кинчев и Андрей Шаталин исполнили новую песню.
На момент написания песни обозначение E 95 носила магистраль, соединяющая норвежский Киркенес и город Ялту в Крыму (включающая участок дороги Москва — Санкт-Петербург). Константин Кинчев в то время проживал в двух городах и никак не мог выбрать между двумя столицами. Вскоре после выхода альбома «Дурень» нумерация европейских дорог претерпела изменения, вследствие чего дорога «Киркенес — Ялта» (включая участок «Москва — Санкт-Петербург») получила обозначение М10 или E 105. Обозначение E 95 или М-05 получила трасса «Одесса — Киев — Гомель — Витебск — Псков — Санкт-Петербург».

## Клип

Ангел в исполнении Валерия Панюшкина

Летом 1997 года на песню был снят чёрно-белый клип, режиссёром которого выступил Андрей Лукашевич. Клип снят в его фирменном стиле — с несколькими речевыми вставками и загадочными, странными персонажами. В клипе, помимо Константина Кинчева, снялась его дочь Вера, а роль ангела исполнил журналист Валерий Панюшкин. Сам образ ангела был позаимствован режиссёром из фильма «Майкл». Изначально он планировал сделать ангела с белыми крыльями, но Кинчев категорически настаивал на том, чтобы они были чёрными, в результате сошлись на тёмно-серых. Также в клипе можно увидеть машину Кинчева Toyota 4Runner под названием «Чёрный Буйвол».

## Участники записи
- Константин Кинчев — музыка и слова, вокал,
- Пётр Самойлов — бас-гитара
- Андрей Шаталин — гитары;
- Александр Пономарёв — гитары;
- Михаил Нефёдов — ударные;
- Рушан Аюпов — баян